# Каменка (приток Стрелины)
Каменка — река в России, протекает по Топкинскому району Кемеровской области. Устье реки находится в 34 км от устья Усть-Стрелины по левому берегу, в деревне Зарубино. Длина реки составляет 42 км. Притоки — Межовка, Мостовая, Савиха, Большая Камышинка, Малая Камышинка.

## Данные водного реестра
По данным государственного водного реестра России относится к Верхнеобскому бассейновому округу, водохозяйственный участок реки — Томь от города Новокузнецк до города Кемерово, речной подбассейн реки — Томь. Речной бассейн реки — (Верхняя) Обь до впадения Иртыша.